# Epidemisjukhuset, Göteborg
Epidemisjukhuset i Göteborg anlades i Annedal år 1886 och var verksamt till år 1970. Därefter tog Barn- och ungdomspsykiatriska kliniken vid Sahlgrenska Universitetssjukhuset över lokalerna. Verksamheten flyttades med tiden till andra platser och paviljonger på området när verksamheten stängdes ner. 1987 flyttade föreningen Konstepidemin in i lokalerna.

## Historia
Föregångaren var Möllerska plantaget, som togs i bruk som epidemisjukhus i samband med koleraepidemin 1834 och användes som sådant fram till år 1886, då det flyttade till de nya lokalerna i Annedal.
Epidemisjukhuset uppfördes på en bergsplatå under åren 1884–1886 efter ritningar av Adrian C. Peterson. De ursprungliga byggnaderna omfattade kontor, två sjukhuspaviljonger, en isoleringspaviljong, tvättstuga, stall och bårhus, vilka uppfördes i tegel. Huvudbyggnaden var i två till tre våningar, medan övriga byggnader hade en till två våningar. Från Möllerska plantaget flyttades delar av ett par träpaviljonger. En utvidgning av sjukhuset skedde år 1896, varvid en observationsklinik av sten uppfördes. Ytterligare utökningar skedde åren 1906 och 1917. Träpaviljongerna, som uppfördes år 1906, ritades av Otto Dymling. Ett landshövdingehus med personalbostäder uppfördes år 1920 i 1920-talsklassicism.

## Galleri

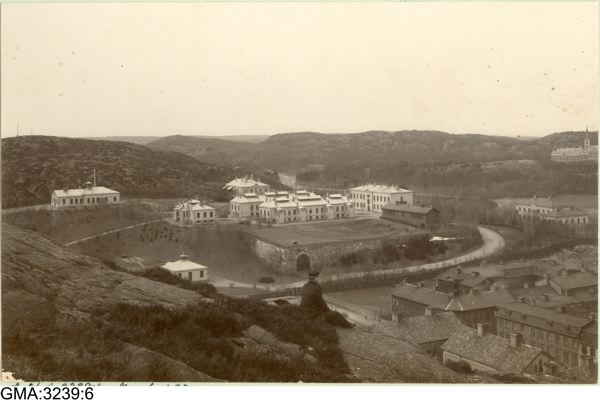
Epidemisjukhuset sett från norr. Foto från 1900 av Aron Jonason. Originalet finns i Göteborgs stadsmuseums bildsamling.
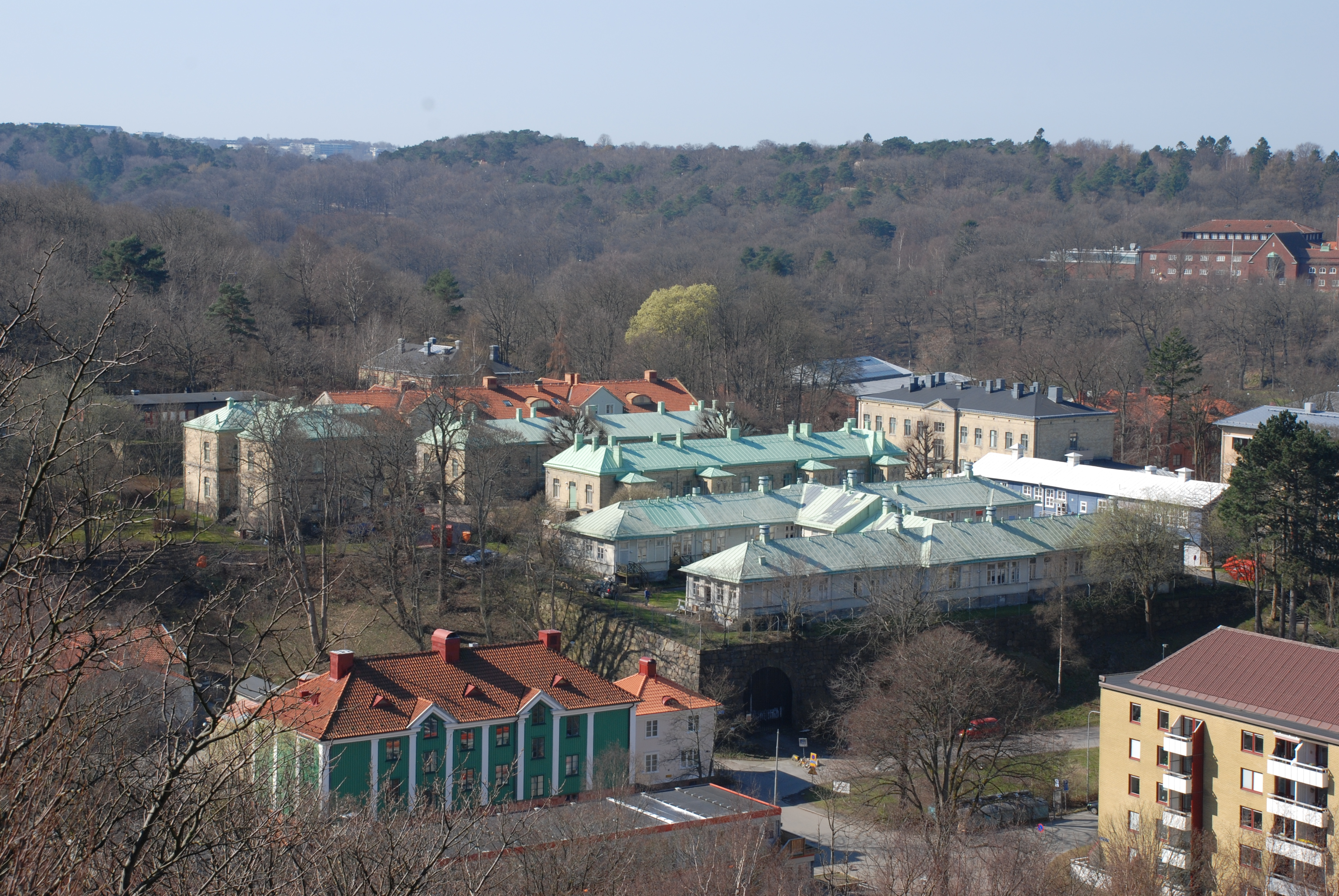
Epidemisjukhusets område 2014.
Epidemisjukhuset, hus 13. Foto från 1900 av Aron Jonason. Originalet finns i Göteborgs stadsmuseums bildsamling.
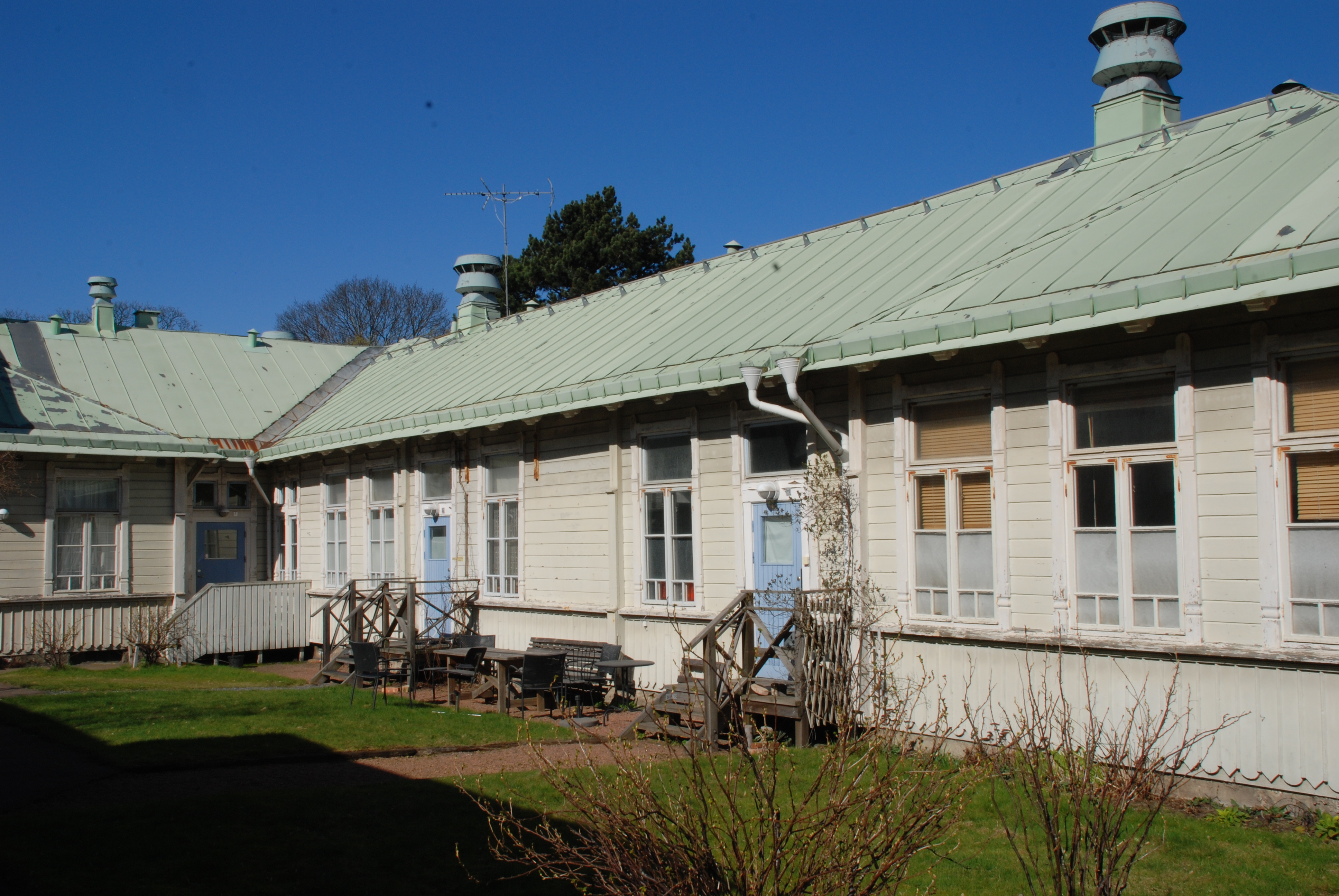
Paviljong.
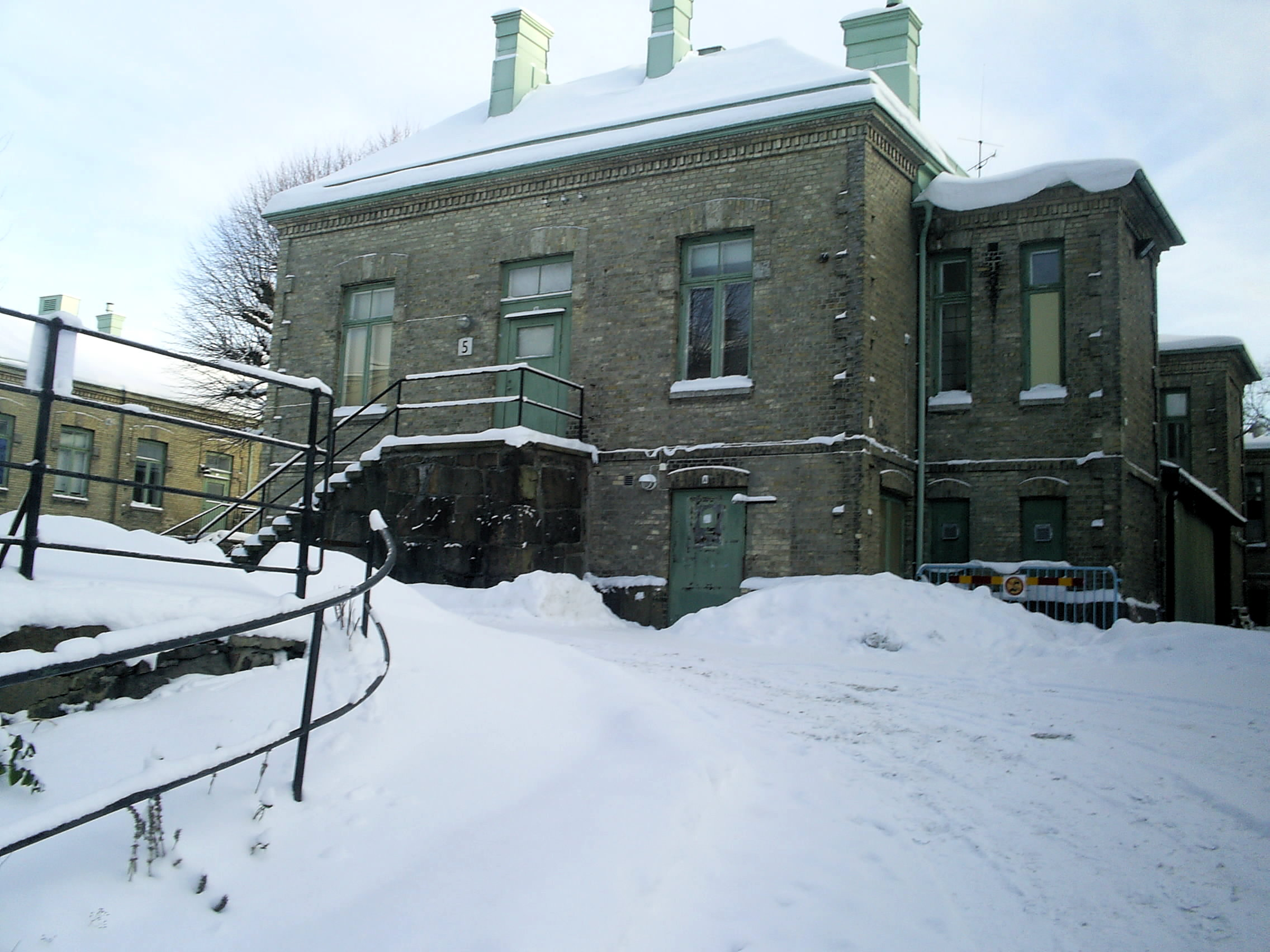
Före detta Epidemisjukhusets vaktmästeri.